# Sudkov
Sudkov (en allemand : Zautke) est une commune du district de Šumperk, dans la région d'Olomouc, en Tchéquie. Sa population s'élevait à 1 151 habitants en 2023.

## Géographie
Sudkov est arrosée par la Desná et se trouve à 7 km au sud-sud-ouest de Šumperk et à 181 km à l'est de Prague.
La commune est limitée par Bludov à l'ouest et au nord-ouest, par Dolní Studénky au nord-est, par Dlouhomilov à l'est, par Brníčko et Kolšov au sud et par Postřelmov au sud-ouest.

## Histoire
La première mention écrite de la localité date de 1353.

## Galerie

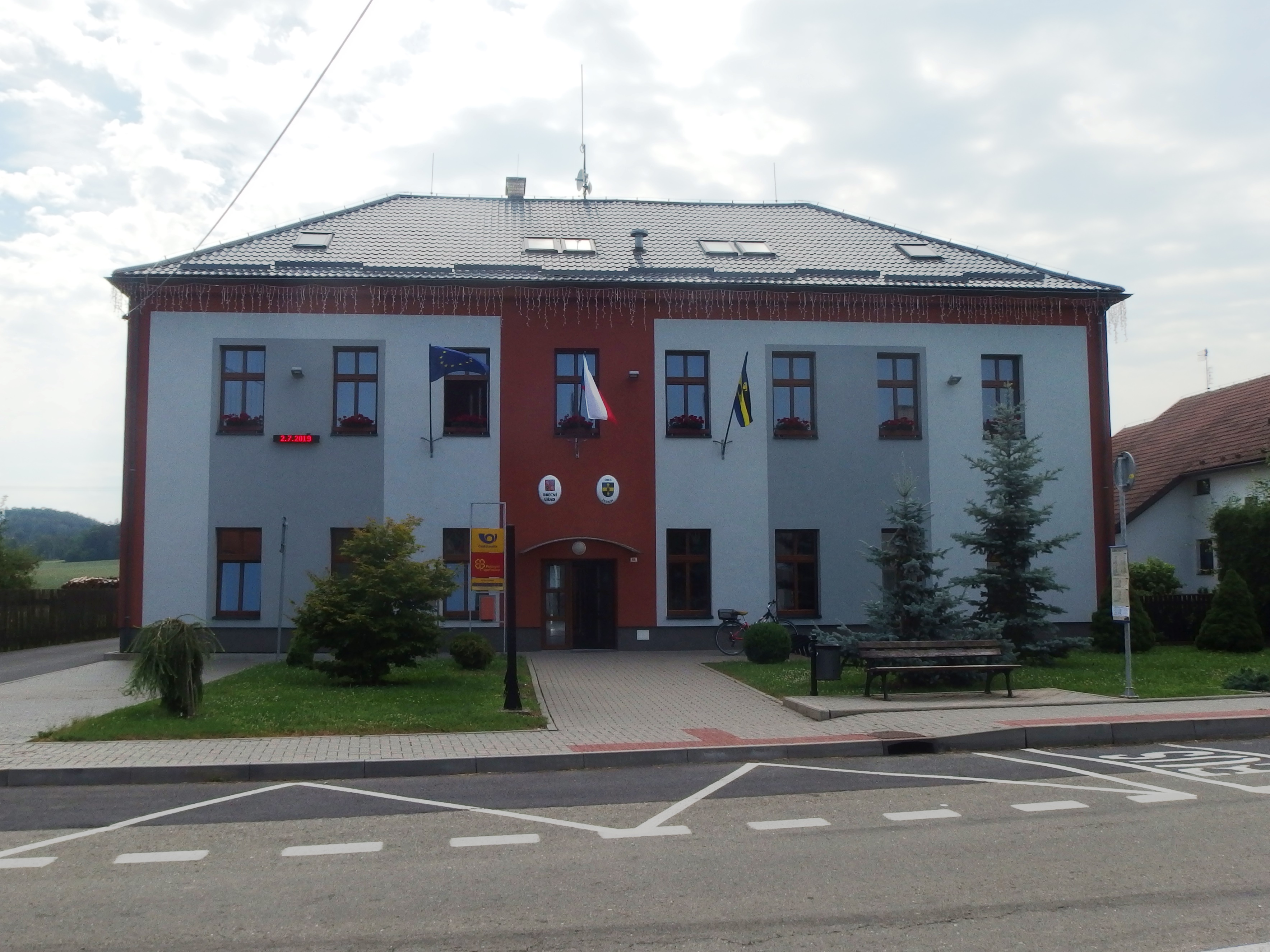
Sudkov : la mairie.
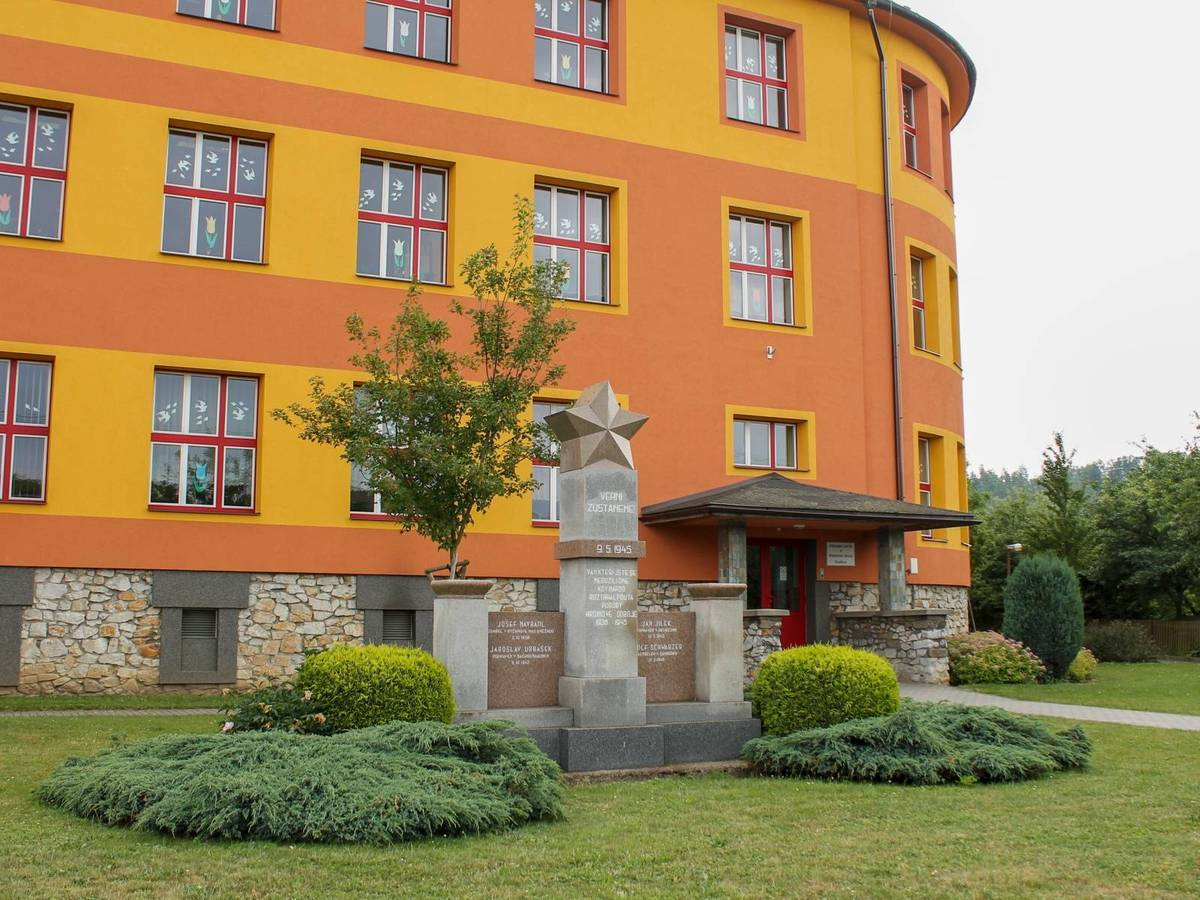
Monument aux morts de la Seconde Guerre mondiale.

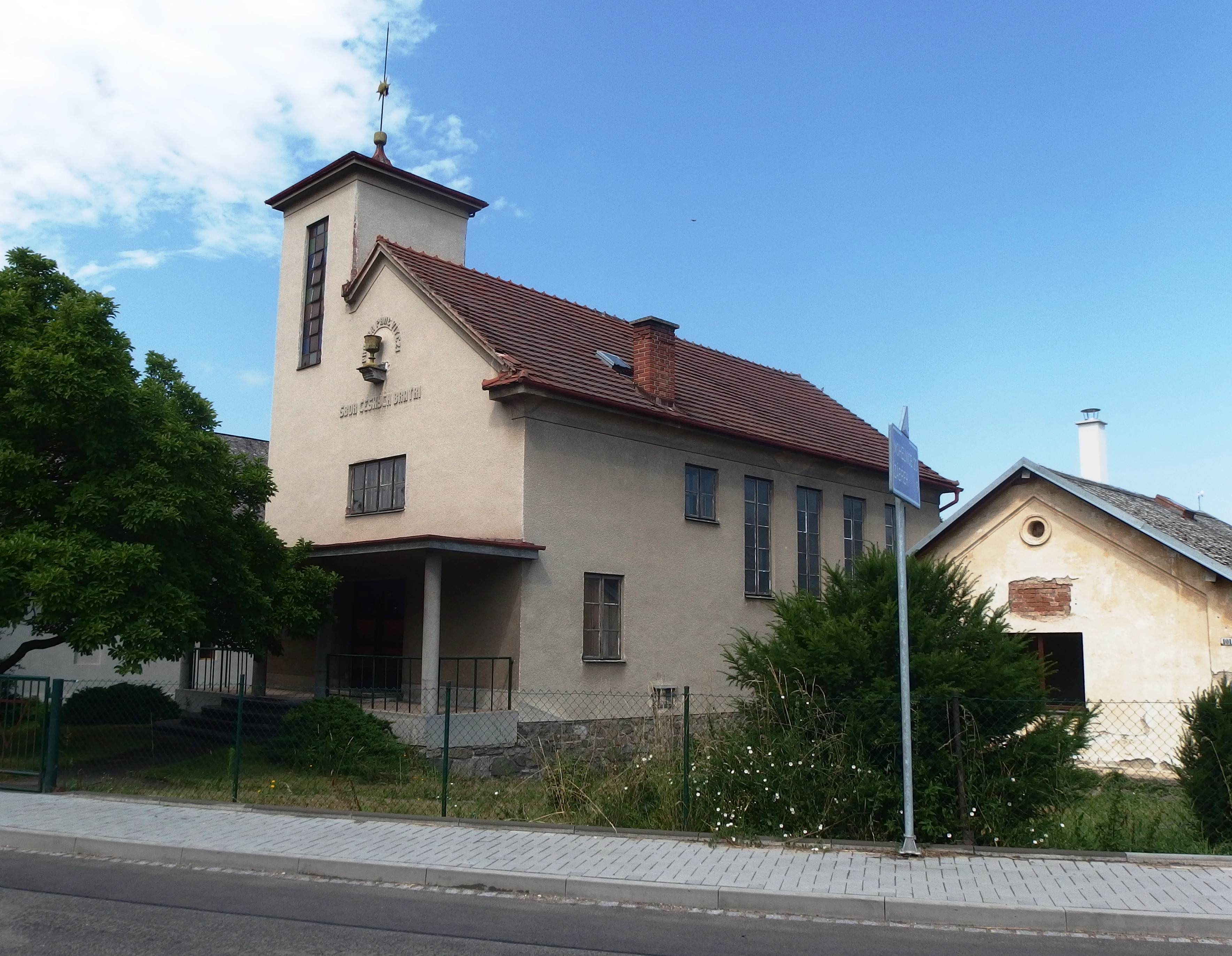
Église évangélique.
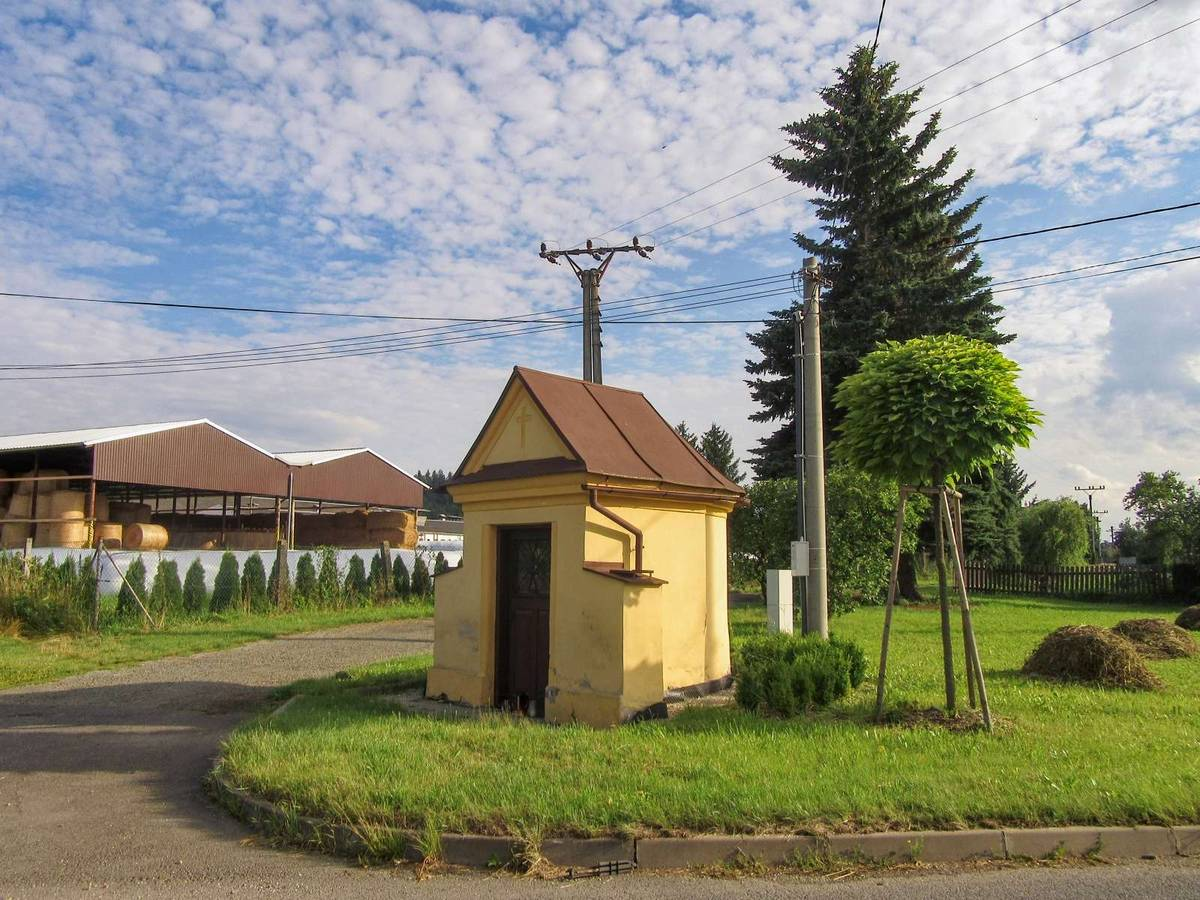
Chapelle Sainte-Anne.

## Transports
Par la route, Sudkov se trouve à 6,5 km de Šumperk, à 52 km d'Olomouc et à 220 km de Prague.